# Domenico Frisolino
Domenico Frisolino (fl. XVI secolo) è stato un tipografo italiano.

## Biografia
Il tipografo di origini venete Domenico Frisolino (o Frisolini) ricopre un ruolo significativo in Urbino; infatti nel 1575 riportò in auge l’arte tipografica urbinate, dato che dal 1493 al 1574 nel ducato non fu stampato alcun volume. Fu chiamato nella città ducale da Federico Commandino per impiantare una tipografia in casa sua allo scopo di stampare una sua traduzione in italiano degli Elementi di Euclide. Le edizioni del Frisolino si caratterizzano per una ricercatezza dei caratteri corsivi e tondi, infatti usò tre tipi di corsivo e tre tipi di rotondi, dimostrando una capacità tecnica e artistica di alto livello.

## Opere stampate
- De gli elementi d’Euclide libri quindici. Con gli scholii antichi. Tradotti prima in lingua latina da M. Federico Commandino da Vrbino, & con commentari jillustrati, et hora d’ordine dell’istesso trasportati nella nostra vulgare, & da lui riueduti (PDF), Urbino, Domenico Frisolino, 1575.
- (LA) Heronis Alexandrini Spiritalium liber. A Federico Commandino Vrbinate, ex graeco, nupper in latinum conuersus (PDF), Urbino, Domenico Frisolino, 1575.
- Rime di messer Marco Montano. All’illustrissimo et eccellentissimo signore il signor duca Francescomaria secondo feltrio della Rouere duca d’Vrbino (PDF), Urbino, Domenico Frisolino, 1575.